# Slash (album)
Slash – debiutancki album studyjny brytyjskiego gitarzysty, członka formacji Guns N’ Roses – Slasha. Płyta została wyprodukowana przez Erica Valentine’a. W nagraniach wzięli udział liczni goście w tym byli muzycy Guns N’ Roses - Izzy Stradlin, Duff McKagan oraz Steven Adler.

## Wydanie
Wydawnictwo ukazało się 31 marca 2010 w Japonii, a następnie w kwietniu w Australii, w Europie oraz w Stanach Zjednoczonych. Album zadebiutował na 3. miejscu listy Billboard 200 w Stanach Zjednoczonych sprzedając się w przeciągu tygodnia w nakładzie 60 000 egzemplarzy. 
Z kolei w Nowej Zelandii i Szwecji album zadebiutował na pierwszym miejscu krajowych list sprzedaży. Zarejestrowana w Barefoot Recording w Hollywood w stanie Kalifornia płyta, była promowana singlami „Sahara” i „By the Sword”. 

## Recenzje
Album spotkał się z niejednoznacznym przyjęciem ze strony krytyków muzycznych. Mikael Wood z Los Angeles Times stwierdzil:

Na pierwszym solowym albumie Slasha najwierniejsze przybliżenie klasycznego brzmienia Guns N' Roses nie pojawia się w utworze z udziałem Ozzy’ego Osbourne’a ani w utworze z frontmanem Avenged Sevenfold, M. Shadowsem. Nie ma go również w „Watch This”, który zawiera wkład innego byłego członka GNR, Duffa McKagana. To raczej „Beautiful Dangerous” jest najbliżej starych hitów, takich jak „Welcome to the Jungle” i „You Could Be Mine”

Z kolei recenzent serwisu Onet.pl, Bartek Kot, napisał:

Slash jednak stworzył sobie lukrowaną laurkę, która momentami mdli, a na końcu pozostawia duży niedosyt. Na trzynaście zawartych na jego solowym albumie utworów, broni się zaledwie kilka. Najlepiej wypada ten, w którym w ogóle nie ma wokalu: „Watch This”, nagrany z udziałem Dave’a Grohla i Duffa McKagana. Dobrze brzmi też otwierający longplay „Ghost” z Ianem Astburym oraz… „Beautiful Dangerous” ze śpiewającą Fergie.

## Lista utworów
Opracowano na podstawie materiału źródłowego.
1. „Ghost” (feat. Ian Astbury) - 3:34
2. „Crucify the Dead” (feat. Ozzy Osbourne) - 4:04
3. „Beautiful Dangerous” (feat. Fergie) - 4:35
4. „Back from Cali” (feat. Myles Kennedy) - 3:35
5. „Promise” (feat. Chris Cornell) - 4:41
6. „By the Sword” (feat. Andrew Stockdale) - 4:50
7. „Gotten” (feat. Adam Levine) - 5:05
8. „Doctor Alibi” (feat. Lemmy Kilmister) - 3:07
9. „Watch This” (feat. Dave Grohl & Duff McKagan) - 3:46
10. „I Hold On” (feat. Kid Rock) - 4:10
11. „Nothing to Say” (feat. M. Shadows) - 5:27
12. „Starlight” (feat. Myles Kennedy) - 5:35
13. „Saint is a Sinner Too” (feat. Rocco DeLuca) - 3:28
14. „We're All Gonna Die” (feat. Iggy Pop) - 4:30

Wydanie Deluxe
1. „Sahara” (wersja angielska) (feat. Koshi Inaba) - 3:58
2. „Paradise City” (feat. Fergie & Cypress Hill) - 5:14
3. „Mother Maria” (feat. Beth Hart) - 5:27
4. „Baby Can't Drive” (feat. Alice Cooper & Nicole Scherzinger) - 3:20
5. „Sahara” (wersja japońska) (feat. Koshi Inaba) - 4:00
6. „Beautiful Dangerous” (Radio Mix) (feat. Fergie) - 4:11
7. „Demo #4” - 3:52
8. „Demo #16” - 3:23
9. „Back from Cali” (wersja akustyczna) (feat. Myles Kennedy) - 3:42
10. „Fall to Pieces” (wersja akustyczna) (feat. Myles Kennedy) - 4:29
11. „Sweet Child o' Mine” (wersja akustyczna) (feat. Myles Kennedy) - 6:02
12. „Watch This” (na żywo) (feat. Myles Kennedy) - 3:44
13. „Nightrain” (na żywo) (feat. Myles Kennedy) - 5:00

Wydanie japońskie
1. „Sahara” (wersja japońska) (feat. Koshi Inaba) - 4:00

Australijskie wydanie iTunes
1. „Paradise City” (feat. Fergie & Cypress Hill) - 5:14

Utwór specjalnie dla tego wydania Monster Enerdy Drink
1. „Chains and Shackles” (feat. Nick Oliveri) - 4:28

Best Buy Eksclusive/Napster/Wydanie brazylijskie
1. „Paradise City” (feat. Fergie & Cypress Hill) - 5:14
2. „Baby Can't Drive” (feat. Alice Cooper & Nicole Scherzinger) - 3:20

Wydanie iTunes
1. „Mother Maria” (feat. Beth Hart) - 5:27
2. „Sahara” (wersja angielska) (feat. Koshi Inaba) - 3:58

Wydanie Classic Rock Slashpack
1. „Baby Can't Drive” (feat. Alice Cooper & Nicole Scherzinger) - 3:20

## Twórcy
Opracowano na podstawie materiału źródłowego.
Główni wykonawcy
- Slash – gitara prowadząca, gitara rytmiczna
- Chris Chaney – gitara basowa (z wyjątkiem utworów 9, „Chains and Shackles” oraz „Baby Can't Drive”)
- Josh Freese – perkusja (z wyjątkiem utworów 9, 12 i „Baby Can't Drive”) instrumenty perkusyjne (utwór „Saint Is a Sinner Too”)
- Lenny Castro – perkusja (z wyjątkiem utworów 2, 8, 9, 11, 12 i 13)

| Dodatkowi muzycy - Izzy Stradlin - gitara rytmiczna (utwór „Ghost”) - Taylor Hawkins - wokal wspierający (utwór „Crucify the Dead”) - Kevin Churko - wokal wspierający (utwór „Crucify the Dead”) - Chris Flores - instrumenty klawiszowe (utwór „Beautiful Dangerous”) - Joe Sandt - klawesyn (utwór „Promise”) - Deron Johnson - organy (utwór „Gotten”) - Anton Patzner - skrzypce, altówka (utwór „Gotten”) - Mark Robertson - skrzypce (utwór „Gotten”) - Alyssa Park - skrzypce (utwór „Gotten”) - Julie Rogers - skrzypce (utwór „Gotten”) - Sam Fischer - skrzypce (utwór „Gotten”) - Grace Oh - skrzypce (utwór „Gotten”) - Songa Lee - skrzypce (utwór „Gotten”) - Maia Jasper - skrzypce (utwór „Gotten”) - Lisa Liu - skrzypce (utwór „Gotten”) - Steve Ferrone - perkusja (utwór „Starlight”) - Steven Adler - perkusja (utwór „Baby Can't Drive”) - Flea - gitara basowa (utwór „Baby Can't Drive”) | Gościnnie - Ian Astbury - śpiew, instrumenty perkusyjne (utwór „Ghost”) - Ozzy Osbourne - śpiew (utwór „Crucify the Dead”) - Fergie - śpiew (utwory „Beautiful Dangerous”, „Paradise City”) - Myles Kennedy - śpiew (utwory „Back From Cali”, „Starlight”) - Chris Cornell - śpiew (utwór „Promise”) - Andrew Stockdale - śpiew (utwór „By The Sword”) - Adam Levine - śpiew (utwór „Gotten”) - Lemmy Kilmister - śpiew, gitara basowa (utwór „Doctor Alibi”) - Dave Grohl - perkusja (utwór „Watch This”) - Duff McKagan - gitara basowa (utwór „Watch This”) - Kid Rock - śpiew, produkcja muzyczna (utwór „I Hold On”) - M. Shadows - śpiew (utwór „Nothing To Say”) - Rocco DeLuca - śpiew (utwór „Saint Is a Sinner Too”) - Iggy Pop - śpiew (utwór „We're All Gonna Die”) - Koshi Inaba - śpiew (utwór „Sahara”) - Nick Oliveri - śpiew, gitara basowa (utwór „Chains and Shackles”) - Cypress Hill - śpiew (utwór „Paradise City”) - Beth Hart - śpiew (utwór „Mother Maria”) - Alice Cooper - śpiew (utwór „Baby Can't Drive”) - Nicole Scherzinger - śpiew (utwór „Baby Can't Drive”) |

Produkcja nagrań
- Eric Valentine – produkcja muzyczna, inżynieria dźwięku, miksowanie, fortepian (utwór „Ghost”), instrumenty klawiszowe (utwór „I Hold On”)
- Bradley Cook – inżynieria dźwięku
- Big Chris Flores – produkcja muzyczna

## Historia wydań
Opracowano na podstawie materiału źródłowego.
| Region            | Data             | Format                 | Wydawca            | Nr katalogowy |
| ----------------- | ---------------- | ---------------------- | ------------------ | ------------- |
| Japonia           | 31 marca 2010    | CD, Digital download   | Universal Music    | UICE1156      |
| Australia         | 1 kwietnia 2010  | CD, Digital download   | Sony Music         | 88697675922   |
| Hiszpania         | 5 kwietnia 2010  | CD, Digital download   | Roadrunner Records |               |
| Francja           | 5 kwietnia 2010  | CD, Digital download   | Roadrunner Records |               |
| Stany Zjednoczone | 6 kwietnia 2010  | CD, Digital download   | EMI                | 31433         |
| Kanada            | 6 kwietnia 2010  | CD, Digital download   | EMI                |               |
| Wielka Brytania   | 7 kwietnia 2010  | Classic Rock Slashpack | Roadrunner Records |               |
| Wielka Brytania   | 2 kwietnia 2010  | CD, Digital download   | Roadrunner Records | RR77952       |
| Niemcy            | 9 kwietnia 2010  | CD, Digital download   | Roadrunner Records |               |
| Brazylia          | 30 kwietnia 2010 | CD, Digital download   | Music Brokers      | 7798141333530 |

## Listy sprzedaży
| Lista                | Kraj              | Pozycja |
| -------------------- | ----------------- | ------- |
| Ö3 Austria Top 40    | Austria           | 1       |
| RIANZ                | Nowa Zelandia     | 1       |
| Sverigetopplistan    | Szwecja           | 1       |
| Top 50               | Australia         | 3       |
| Schweizer Hitparade  | Szwajcaria        | 3       |
| Billboard 200        | Stany Zjednoczone | 3       |
| VG-Lista             | Norwegia          | 4       |
| Media Control Charts | Niemcy            | 4       |
| Top 40               | Dania             | 4       |
| OLiS                 | Polska            | 11      |
| Mega Charts          | Holandia          | 17      |
| SNEP                 | Francja           | 17      |
| PROMUSICAE           | Hiszpania         | 26      |
| Top 30               | Portugalia        | 27      |
| UK Albums Chart      | Wielka Brytania   | 30      |
| Ultratop 50          | Belgia            | 40      |